# Os Trapalhões no Auto da Compadecida

Anúncio do filme, na época em cartaz nos cinemas.

Os Trapalhões no Auto da Compadecida é um filme de comédia e fantasia brasileiro de 1987, dirigido por Roberto Farias e protagonizado pelo grupo humorístico Os Trapalhões. O filme é baseado na obra O Auto da Compadecida, escrito por Ariano Suassuna. O elenco conta ainda com Betty Gofman, José Dumont, Cláudia Jimenez, Renato Consorte e Raul Cortez nos demais papéis principais.
Foi a segunda parceria entre Farias e Renato Aragão, desde A Pedra do Tesouro (1965). O filme foi exportado para o México em 1988.

## Enredo
Na pequena cidade de Taperoá, os amigos João Grilo e Chicó sobrevivem de pequenos golpes e mentiras, enquanto são explorados por seus patrões, um avarento padeiro e sua esposa infiel. As confusões acabam sempre envolvendo o bispo e o poderoso major, os cidadões mais influentes da região. Até, que, em um ataque à cidade pelas mãos do cangaceiro Severino e seu bando, todos morrem e vão parar num julgamento no céu diante de Jesus Cristo, da Virgem Maria e do Diabo.

## Elenco
- Renato Aragão como João Grilo[3]
- Dedé Santana como Chicó[3]
- Zacarias como o padeiro[3]
- Mussum como Jesus Cristo e o frade[3]
- Betty Gofman como Virgem Maria (a Compadecida) e a cozinheira do major[3]
- Raul Cortez como o major Antônio Morais e o Diabo[3]
- José Dumont como o cangaceiro Severino de Aracaju[3]
- Renato Consorte como o bispo
- Cláudia Jimenez como Margarida, a mulher do padeiro[3]
- Emmanuel Cavalcanti como o padre João[3]
- Luiz Armando Queiroz como o palhaço narrador[3]
- Sandro Solviatti como o sacristão[3]
- José Marinho como o "cabra" de Severino[3]
- Marinho Barbosa como o filho do major
- Rolinha como o anão do circo e um dos diabinhos

## Recepção
O crítico Robledo Milani para o Papo de Cinema escreveu: "Didi nasceu para ser João Grilo, e a maneira como engana a todos sempre visando se dar bem no final não passa desapercebida (...) Já Dedé é um Chicó perfeito, a ‘escada’ ideal para os planos do colega. Zacarias se move entre o afeminado que sempre interpretou e o ingênuo que as crianças viam, dividindo-se entre as duas composições. Mas ainda mais surpreendente é ver Mussum como o Frade quase mudo (...), e também dando vida a um Jesus sério, porém nunca mal-humorado. Para se ter uma ideia, ele não pede uma vez sequer por ‘mé’ e nem utiliza a terminação "is" nas palavras, do modo que lhe era característico. O trapalhão cria um tipo à parte, mostrando que, além do estereótipo que lhe servia de maneira confortável, havia um ator completo e pronto para atender a novos desafios.